# Lombgébicsfélék
A lombgébicsfélék (Vireonidae) a madarak osztályának verébalakúak (Passeriformes) rendjébe tartozó család. A lombgébics-félék középhelyet foglalnak el a légykapófélék és gébicsfélék családja között.

## Rendszerezésük
A családot William Swainson írta le 1837-ben, az alábbi nemek tartoznak ide:
- Erpornis - 1 faj
- Cyclarhis - 2 faj
- Hylophilus - 8 faj
- Vireolanius - 4 faj
- Tunchiornis - 1 faj
- Pachysylvia[1] - 4 faj
- Vireo
- Pteruthius - 9 faj

## Előfordulásuk
Kizárólag Amerika mérsékeltebb és főleg trópikus részeiben fordulnak elő.

## Megjelenésük
Apró madarak, rövid, erős, de változó alakú csőrrel, melynek lefelé hajló kampós hegye előtt határozott kimetszése van. Tojásdad alakú orrlyukaik hártyával fedettek. Csőrsörtéik kevéssé fejlettek, e helyett azonban a csőrtövén levő tollak sörteszerűen hegyesek, A nem éppen erős lábon az ujjak rövidek, a karmok aránylag gyengék.